# Patrick Kalupa
Patrick Kalupa (* 13. Oktober 1979 in Berlin) ist ein deutscher Schauspieler.

## Leben
Patrick Kalupa arbeitete zunächst seit 2000 als Model für eine Berliner Modelagentur und erhielt über diese Agentur 2003 seine erste Filmrolle als Türsteher Walter in der Filmkomödie Sex Up – Jungs haben’s auch nicht leicht. 2004 modelte er in Unterwäsche für eine Werbekampagne der Marke Fruit of the Loom.
Kalupa absolvierte von 2003 bis 2005 eine private Schauspielausbildung bei dem Schauspieler Michael Gräwe in Berlin und von 2019 bis 2022 an der Schauspielschule	Die Tankstelle in Berlin. Von Dezember 2006 bis Mai 2007 spielte er am Theater im Kino (TiK) in Berlin in Leonce und Lena. Ein weiteres Theaterengagement folgte 2007 am Theater Freiflug in der Produktion Der Zauberkessel.
Ab 2004 war Kalupa zunächst in kleineren Episodenrollen in verschiedenen Fernsehserien zu sehen, unter anderem in Familie Dr. Kleist und SOKO Wismar. In dem Fernsehkomödie Schüleraustausch – Die Französinnen kommen verkörperte er 2006 die Rolle des Benny, den Kumpel des reichen Schnösels Henk. Eine kleine Rolle hatte er 2009 auch in dem ZDF-Fernsehfilm Mein falscher Verlobter aus der Inga Lindström-Fernsehreihe.
Von Oktober 2010 bis Januar 2012 spielte er in der Sat.1-Telenovela Anna und die Liebe die Serienhauptrolle des Tom Lanford, den Geschäftsführer des Modelabels Lanford Luxury. Von 2016 bis 2018 war er in einer wiederkehrenden Nebenrolle in der ARD-Fernsehserie In aller Freundschaft als Jenne Derbeck zu sehen. Von 2017 bis 2019 gehörte Kalupa als Kriminalhauptkommissar Christian Bach zum festen Stamm der Krimiserie Die Rosenheim-Cops. 2018 und 2019 spielte er den Tierpfleger Daniel Wolff bei der RTL-Sitcom Beste Schwestern. Von 2020 bis 2023 spielte er bei Alarm für Cobra 11 – Die Autobahnpolizei den Dienststellenleiter Roman Kramer.
Seit 2023 ist er als Dr. Moritz Neiss in der ZDF-Reihe Dr. Nice zu sehen.
Kalupa spielte auch in dem Kinofilm Auf Augenhöhe, sowie in einigen Kurzfilmen und Fernsehfilmen mit, wie zum Beispiel Frauenherzen, Zwei verlorene Schafe und Zwei Bauern und kein Land. Er arbeitet außerdem als Sprecher und Drehbuchautor.
Neben der Schauspielerei betreibt er seit 2007 mit seinem Geschäftspartner eine Floßvermietung im Landkreis Oberhavel, wobei beide die inzwischen mehr als zehn zu mietenden Flöße selbst bauen und reparieren.
Kalupa ist seit 2019 mit der Schauspielerin Leonie Parusel verheiratet. Das Paar hat zwei Töchter und lebt in Berlin-Weißensee.

## Filmografie (Auswahl)
- 2003: Sex Up – Jungs haben’s auch nicht leicht (Fernsehfilm)
- 2004: Familie Dr. Kleist (Fernsehserie)
- 2006: Schüleraustausch – Die Französinnen kommen (Fernsehfilm)
- 2009: SOKO Wismar – Auf und davon (Fernsehserie)
- 2009: 79 Leben (Web-TV-Serie)
- 2009: Deer Lucy (Web-TV-Serie)
- 2009: Inga Lindström: Mein falscher Verlobter (Fernsehreihe)
- 2010–2012: Anna und die Liebe (Telenovela)
- 2011: (Un)möglichkeiten (Kurzfilm)
- 2011: Löwenzahn (Fernsehserie)
- 2012: In aller Freundschaft – Am Abgrund (Fernsehserie)
- 2013: Ein starkes Team – Prager Frühling (Fernsehreihe)
- 2014: Frauenherzen (Fernsehfilm)
- 2014: Inga Lindström – Sterne über Öland (Fernsehreihe)
- 2015–2016: Bettys Diagnose (Fernsehserie)
- 2016: Auf Augenhöhe
- 2016: Zwei verlorene Schafe (Fernsehfilm)
- 2016: Operation Anthropoid (Antropid)
- 2016: Alarm für Cobra 11 – Die Autobahnpolizei – König der Diebe (Fernsehserie)
- 2016: Verführt – In den Armen eines Anderen (Fernsehfilm)
- 2016–2018: In aller Freundschaft (Fernsehserie, Serienrolle)
- 2017: Die Otto-Versand-Story (Dokufilm)
- 2017: Zwei Bauern und kein Land (Fernsehfilm)
- 2017–2019: Die Rosenheim-Cops (Fernsehserie, Serienrolle)
- 2018–2019: Beste Schwestern (Fernsehserie, Serienrolle)
- 2018: SOKO Potsdam – Ein dienstbarer Geist (Fernsehserie)
- 2018: Familie Dr. Kleist – Zwischen den Stühlen (Fernsehserie)
- 2019: Friesland – Asche zu Asche (Fernsehreihe)
- 2019: Frau Holles Garten (Fernsehfilm)
- 2020: Die Kanzlei – Gegen alle Vernunft (Fernsehserie)
- 2020–2023: Alarm für Cobra 11 – Die Autobahnpolizei (Fernsehserie)
- 2021: Morden im Norden – Schuld und Sühne (Fernsehserie)
- 2021: Letzte Spur Berlin – Sorgenkind (Fernsehserie)
- 2021: Mich hat keiner gefragt (Fernsehfilm)
- 2021: SOKO Leipzig – Lolita (Fernsehserie)
- 2022: Blutige Anfänger – Serientod (Fernsehserie)
- 2022: Spreewaldkrimi: Tote trauern nicht (Fernsehreihe)
- 2022: Wendehammer (Fernsehserie, drei Folgen)
- 2022: Die Drei von der Müllabfuhr – (K)eine saubere Sache (Fernsehreihe)
- 2022: Polizeiruf 110: Abgrund (Fernsehreihe)
- 2022: Over & Out (Kinofilm)
- seit 2023: Dr. Nice (Fernsehreihe)
- 2023: Praxis mit Meerblick – Dornröschen (Fernsehreihe)

## Theater
- 2006: Leonce & Lena
- 2007: Der Zauberkessel

## Auszeichnungen
- 2011: German Soap Award – Bester Darsteller Telenovela